# La cacciata dei profanatori dal tempio
La cacciata dei profanatori dal tempio è un dipinto a olio su tela, del 1813,  di Lattanzio Querena, oggi esposto presso l'oratorio di San Luigi di Clusone.

## Storia
L'opera venne realizzata da Lattanzio Querena nel 1813 a Venezia. Dopo averlo esposto per un certo periodo all'Accademia pittorica di Venezia, il Querena inviò il grande quadro al suo paese natale, Clusone nel 1815. Nel corso del tempo, questo dipinto ha subito diversi spostamenti: inizialmente venne esposta sulla controfacciata della chiesa parrocchiale, poi passò nella sede della Congregazione delle donne, quindi all'interno della chiesa del Paradiso e infine all’interno della chiesa di san Luigi.
Nel 2003 la tela è stata oggetto di un importante restauro.

## Descrizione e stile

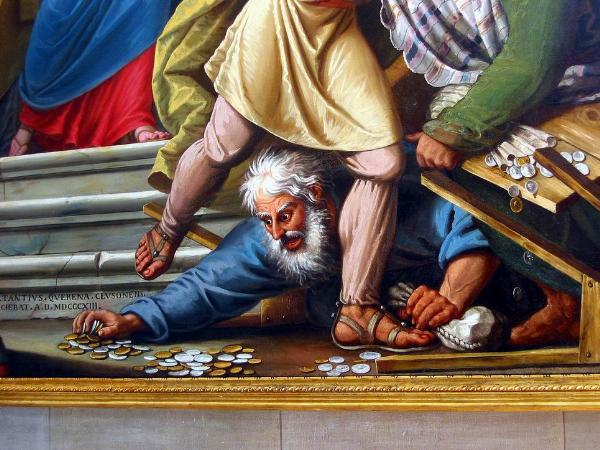
L'anziano che raccoglie le monete

L'opera è una pittura su tela del clusonese Lattanzio Querena. Per le sue dimensioni (330x540 cm.), è tra le più grandi tele della bergamasca.
L’opera rappresenta Gesù mentre caccia i mercanti dal tempio, perché colpevoli di fare attività di commercio in un luogo sacro, come il tempio di Gerusalemme.
Dal punto di vista artistico, l'opera fa riferimento alla pittura veneziana cinquecentesca e in particolare alla pittura del Veronese. La composizione orizzontale della scena avvicina l'opera al manierismo veneto, mentre le grandi figure in basso a sinistra sono legate a sculture e disegni del Canova. Ci sono riferimenti anche al tardo neoclassicismo e in alcuni dettagli architettonici al Tiepolo.
Una curiosità di questo quadro è rappresentata dalla figura dell’anziano, posta in basso, il quale sta cercando disperatamente e avidamente di raccogliere più monete possibile. Questo particolare trovò posto anche nel dialetto locale, per indicare una persona avara.